# Yekaterinoslav (tỉnh)
Tỉnh Yekaterinoslav (tiếng Nga: Екатериносла́вская губе́рнія, tiếng Ukraina: Катериносла́вська губе́рнія) là một tỉnh (guberniya) của Đế quốc Nga, với thủ phủ đặt tại Yekaterinoslav (nay là Dnipro của Ukraina). Tỉnh này có diện tích 63.392 km², và có dân số là 2.113.674 theo điều tra dân số năm 1897. Tỉnh Yekaterinoslav giáp với tỉnh Poltava ở phía bắc, tỉnh Quân đoàn Don ở phía đông, biển Azov ở phía đông nam, tỉnh Taurida ở phía nam và tỉnh Kherson ở phía đông. Hiện nay tỉnh lịch sử này bao phủ các tỉnh Luhansk, Donetsk, Dnipropetrovsk, và Zaporizhzhia của Ukraina.

## Vị trí
Chính quyền tỉnh được thành lập vào năm 1802 từ phó nhiếp chính Yekaterinoslav. Tỉnh này ở phía bắc giáp với tỉnh Kharkov và tỉnh Poltava, về phía tây và tây nam giáp với tỉnh Kherson, về phía nam với tỉnh Taurida và biển Azov, và về phía đông giáp với tỉnh Quân đoàn Don.

## Hành chính

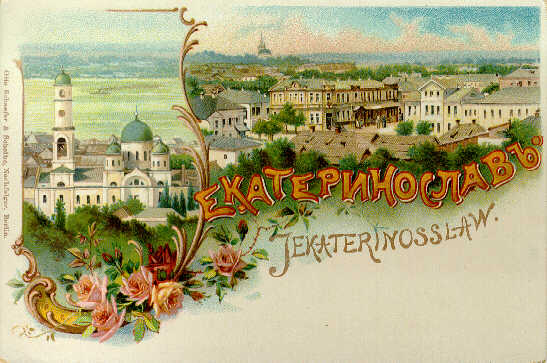
Một tấm bưu thiếp cũ mô tả Yekaterinoslav, thủ phủ của tỉnh vào thời điểm đó.

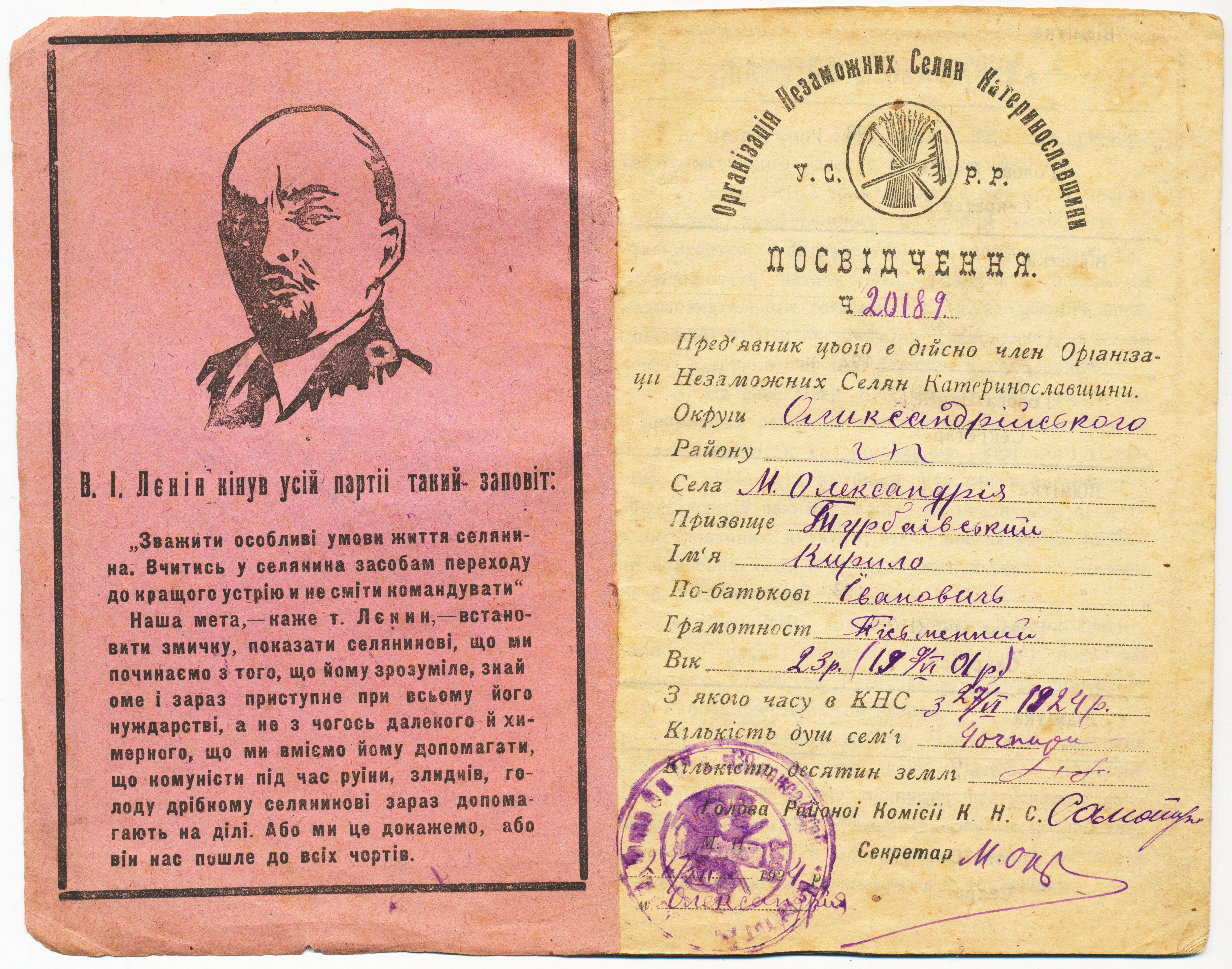
Phiếu thành viên của tổ chức nông dân nghèo Keterynoslavshchyna (tiếng Ukraina)

Tỉnh được thành lập thay cho tỉnh Novorossiysk vào năm 1802 và bao gồm một khu vực rộng lớn ở miền nam Ukraina. Về mặt chính thức, tỉnh mới được thành lập với tên gọi tỉnh Ekaterinoslav vào năm 1802 và được chia thành các huyện sau với các trung tâm ở:
| Huyện             | Huyện             | Phố huyện        | Huy hiệu phố huyện | Diện tích                            | Dân số (điều tra 1897) |
| Tên chuyển tự     | Tiếng Nga         | Phố huyện        | Huy hiệu phố huyện | Diện tích                            | Dân số (điều tra 1897) |
| ----------------- | ----------------- | ---------------- | ------------------ | ------------------------------------ | ---------------------- |
| Aleksandrovsky    | Александровскій   | Aleksandrovsk    |                    | 10.015,8 km2 (3.867,1 dặm vuông Anh) | 271.678                |
| Bakhmutsky        | Бахмутскій        | Bakhmut          |                    | 9.224,8 km2 (3.561,7 dặm vuông Anh)  | 332.478                |
| Verkhnedneprovsky | Верхнеднѣпровскій | Verkhnedniprovsk |                    | 6.862,3 km2 (2.649,5 dặm vuông Anh)  | 211.674                |
| Yekaterinoslavsky | Екатеринославскій | Yekaterinoslav   |                    | 7.858 km2 (3.034 dặm vuông Anh)      | 357.207                |
| Mariupolsky       | Маріупольскій     | Mariupol         |                    | 8.989,2 km2 (3.470,7 dặm vuông Anh)  | 254.056                |
| Novomoskovsky     | Невомосковскій    | Novomoskovsk     |                    | 6.532 km2 (2.522 dặm vuông Anh)      | 260.368                |
| Pavlogradsky      | Павлоградскій     | Pavlograd        |                    | 8.815,7 km2 (3.403,8 dặm vuông Anh)  | 251.460                |
| Slavyanoserbsky   | Славяносербскій   | Lugansk          |                    | 5.089 km2 (1.965 dặm vuông Anh)      | 174.753                |

1. Thành phố Taganrog (Таганрог) 1802–1887
2. Thành phố Rostov trên sông Don 1802–1887

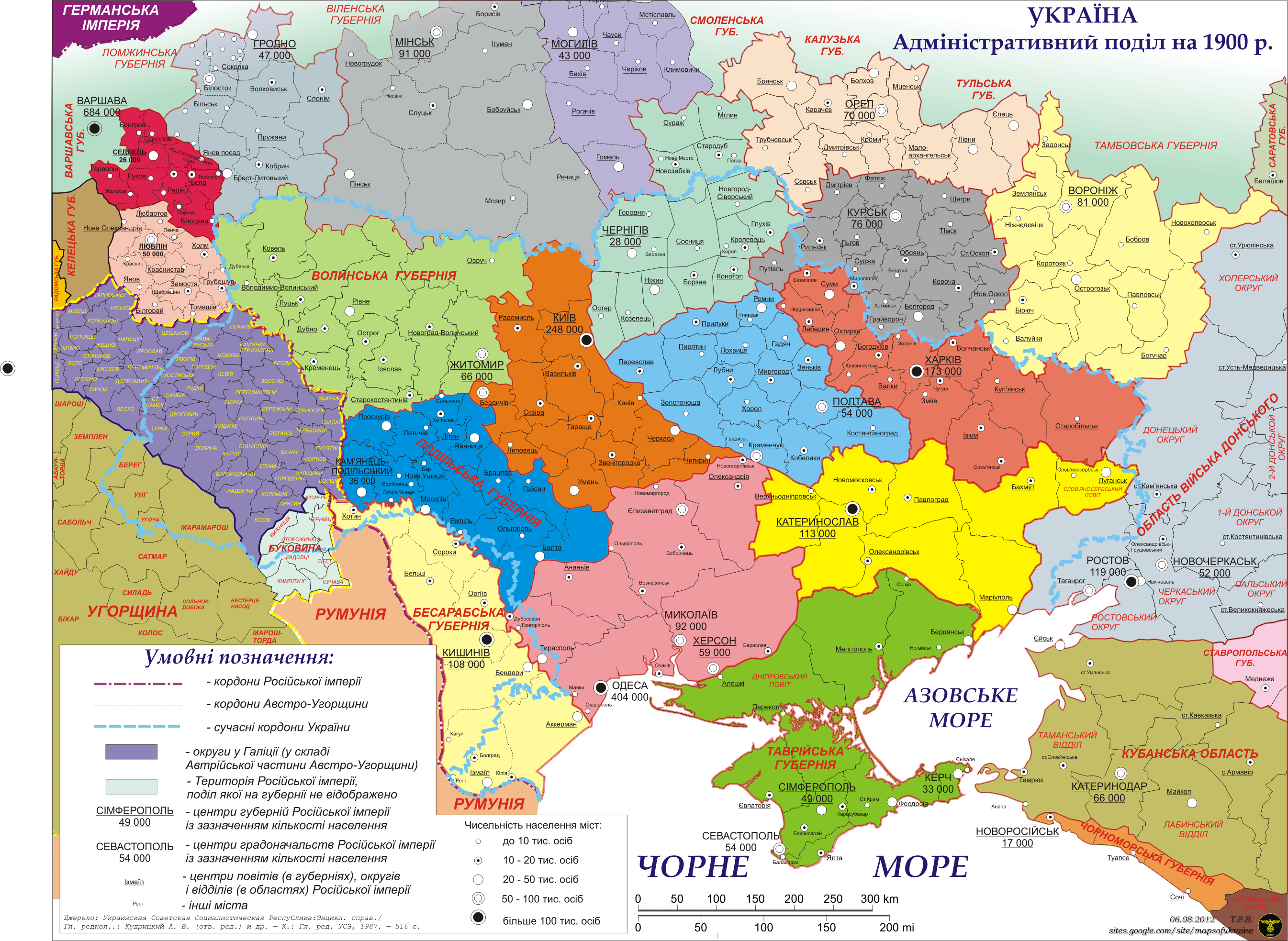
Biên giới hiện đại của Ukraina chồng lên trên các phân chia hành chính năm 1900 của cả Đế quốc Nga và Áo-Hung. Ranh giới của các uyezd có thể được nhìn thấy trong bản đồ này

- 1874, uyezd Mariupol (Марiуполь) được tách ra khỏi uyezd Aleksandrovsk.
- 1887, thành phố Rostov-na-Donu cũng như thành phố Taganrog với uyezd của nó được chuyển trở lại tỉnh Quân đoàn Don.
- Năm 1918, uyezd Taganrog một lần nữa được chuyển giao cho tỉnh, nhưng không gồm thành phố Taganrog và sau đó một lần nữa trở lại tỉnh Quân đoàn Don. Cộng hòa Nhân dân Ukraina đã thông qua luật cải cách bộ phận hành chính Ukraina, chia tỉnh thành năm vùng đất mới. Luật không được thi hành và bị hủy bỏ do cuộc đảo chính bảo thủ của Pavlo Skoropadsky và việc thành lập Quốc gia Ukraina. Do đó, lãnh thổ của tỉnh được giữ nguyên và duy trì mà không có bất kỳ thay đổi lớn nào cho đến năm 1919.
- 1919, uyezd Krivyi Rih được thành lập một phần từ các vùng đất mới được sáp nhập từ tỉnh Kherson.
- 1920, tỉnh nhường lại một phần nhỏ lãnh thổ cho tỉnh Olexandrivsk và tỉnh Donetsk mới thành lập.
- 1922, tỉnh Zaporizhia bị bãi bỏ và các lãnh thổ của nó được trả lại cho tỉnh Yekaterinoslav cùng với một số cho tỉnh Kremenchuk.
- 1923, tất cả các huyện của tỉnh được cải tổ thành 7 okrug với 2 trong số đó (Berdiansk và Oleksandriysk) bị giải thể vào ngày 3 tháng 6 năm 1925.
- Vào ngày 1 tháng 8 năm 1925, chính quyền tỉnh Yekaterinoslav bị đình chỉ.

### Okrug
Danh sách okruha của Ukraina sau khi giải thể tỉnh:
1. Yekaterinoslav
2. Zaporizhia
3. Kryvyi Rih
4. Melitopol
5. Pavlohrad

## Nhân khẩu
Cư dân của tỉnh phần lớn là nông dân, đạt 662.000 vào năm 1811, 902.400 vào năm 1851, 1.204.800 vào năm 1863 và 1.792.800 vào năm 1885. Từ nửa sau của thế kỷ 19, nhờ việc thành lập Yuzovka (Donetsk), tỉnh trở thành một trung tâm khai thác than và luyện kim của "Ukraina" lúc bấy giờ, kết hợp vùng công nghiệp Dnepr và Donbass (Lưu vực Donets).
Dân số của tỉnh tăng lên 2.113.674 vào năm 1897. Các dân tộc trong tỉnh là người Ukraina - 68,9% , người Nga - 17,3% , người Do Thái (4,7%), người Đức (3,8%), người Hy Lạp (2,3%) và người Tatar (0,8%). Năm 1924, tỉnh có 3.424.100 cư dân (13,6% dân đô thị), sống trong 5.165 khu định cư, 36 trong số đó là thành phố và khu định cư kiểu đô thị. Tầng lớp xã hội lớn nhất là công nhân (khoảng 25%).

### Thành phố chính
- Yekaterinoslav – 112.839[3] (1897), (người Nga – 47.140, người Do Thái – 39.979, người Ukraina – 17.787)
- Mariupol – 31.116 (người Nga – 19.670, người Do Thái – 4.710, người Ukraina – 3.125)
- Lugansk – 20.404 (người Nga – 13.907, người Ukraina – 3.902, người Do Thái – 1.449)
- Bakhmut – 19.316 (người Ukraina – 11.928, người Nga – 3.659, người Do Thái – 3.223)
- Aleksandrovsk – 18.849 (người Ukraina – 8.101, người Do Thái – 5.248, người Nga – 4.667)
- Pavlograd 15.775 (người Nga – 5.421, người Ukraina – 5.273, người Do Thái – 4.353)
- Novomoskovsk – 12.883 (người Ukraina – 9.956, người Do Thái – 1.436, người Nga – 1.237)
- Verkhnedneprovsk – 6.501 (người Ukraina – 3.752, người Do Thái – 2.061, người Nga – 739)
- Slavianoserbsk – 3.122 (người Nga – 1.607, người Ukraina – 1.342, người Do Thái – 143)

Từ khi bước sang thế kỷ 19 cho đến năm 1887, thành phố Rostov-na-Donu và tất cả huyện Taganrog đều là một phần của tỉnh, nhưng trước khi cuộc điều tra dân số năm 1897 diễn ra, chúng được chuyển đến tỉnh Quân đoàn Don. Lưu ý rằng thành phố lớn nhất của guberniya là thành phố Rostov-na-Donu, trong khi Taganrog không nhỏ hơn nhiều và có quy mô lớn thứ ba. Đây là dữ liệu về chúng:
- Rostov-na-Donu – 119.476 (người Nga – 94.673, người Do Thái – 11.183, người Ukrainian – 5.612)
- Taganrog – 51.437 (người Nga – 40.899, người Ukraina – 4.676, người Do Thái – 2.685)

## Ngôn ngữ
- Điều tra nhân khẩu đế quốc 1897.

| Bản ngữ            | Tỉnh Yekaterinoslav Екатеринославская губерния | Tỉnh Yekaterinoslav Екатеринославская губерния | Số liệu mỗi huyện (uyezd)             | Số liệu mỗi huyện (uyezd)    | Số liệu mỗi huyện (uyezd) | Số liệu mỗi huyện (uyezd)        | Số liệu mỗi huyện (uyezd)   | Số liệu mỗi huyện (uyezd)         | Số liệu mỗi huyện (uyezd)           | Số liệu mỗi huyện (uyezd)               |
| Bản ngữ            | Tỉnh Yekaterinoslav Екатеринославская губерния | Tỉnh Yekaterinoslav Екатеринославская губерния | Yekaterinoslav Екатеринославский уезд | Pavlograd Павлоградский уезд | Bakhmut Бахмутский уезд   | Novomoskovsk Новомосковский уезд | Mariupol Мариупольский уезд | Alexandrovsk Александровский уезд | Slavyanoserbsk Славяносербский уезд | Verkhnedneprovsk Верхнеднепровский уезд |
| Bản ngữ            | Số lượng                                       | %                                              | Số lượng                              | Số lượng                     | Số lượng                  | Số lượng                         | Số lượng                    | Số lượng                          | Số lượng                            | Số lượng                                |
| ------------------ | ---------------------------------------------- | ---------------------------------------------- | ------------------------------------- | ---------------------------- | ------------------------- | -------------------------------- | --------------------------- | --------------------------------- | ----------------------------------- | --------------------------------------- |
| Tổng               | 2.113.674                                      | 100%                                           | 357.207                               | 251.460                      | 332.478                   | 260.368                          | 254.056                     | 271.678                           | 174.753                             | 211.674                                 |
| Đại Nga (Nga)      | 364.974                                        | 17,27%                                         | 75.190                                | 36.164                       | 103.702                   | 9.628                            | 35.691                      | 15.445                            | 79.281                              | 9.873                                   |
| Tiểu Nga (Ukraina) | 1.456.269                                      | 68,90%                                         | 198.982                               | 200.434                      | 193.510                   | 242.737                          | 117.206                     | 224.122                           | 88.218                              | 191.160                                 |
| Bạch Nga (Belarus) | 14.052                                         | 0,66%                                          | 4.033                                 | 505                          | 2.468                     | 196                              | 1.697                       | 3.353                             | 1.564                               | 236                                     |
| Ba Lan             | 12.365                                         | 0,59%                                          | 7.933                                 | 553                          | 2.000                     | 316                              | 528                         | 293                               | 511                                 | 231                                     |
| Đức                | 80.979                                         | 3,83%                                          | 20.609                                | 5.806                        | 12.646                    | 3.452                            | 19.104                      | 14.014                            | 896                                 | 4.452                                   |
| Pháp               | 908                                            | 0,04%                                          | 197                                   | 8                            | 451                       | 50                               | 46                          | 18                                | 122                                 | 16                                      |
| Ý                  | 146                                            | 0,01%                                          | 21                                    | 1                            | 37                        | 0                                | 39                          | 14                                | 25                                  | 9                                       |
| Romania và Moldova | 9.175                                          | 0,43%                                          | 1.771                                 | 29                           | 6.371                     | 0                                | 95                          | 2                                 | 839                                 | 68                                      |
| Anh                | 369                                            | 0,02%                                          | 14                                    | 1                            | 284                       | 0                                | 41                          | 2                                 | 13                                  | 14                                      |
| Hy Lạp             | 48.740                                         | 2,31%                                          | 193                                   | 38                           | 142                       | 9                                | 48.290                      | 45                                | 14                                  | 9                                       |
| Do Thái            | 99.152                                         | 4,69%                                          | 46.441                                | 7.363                        | 9.457                     | 3.635                            | 10.291                      | 13.886                            | 2.631                               | 5.448                                   |
| Tatar              | 17.253                                         | 0,82%                                          | 868                                   | 255                          | 346                       | 7                                | 15.472                      | 128                               | 151                                 | 26                                      |
| Thổ Nhĩ Kỳ         | 5.555                                          | 0,26%                                          | 168                                   | 15                           | 20                        | 9                                | 5.317                       | 14                                | 4                                   | 8                                       |
| Digan (Gypsy)      | 1.293                                          | 0,06%                                          | 103                                   | 172                          | 255                       | 272                              | 21                          | 203                               | 177                                 | 90                                      |
| Khác               | 1.888                                          | 0,09%                                          | 519                                   | 71                           | 655                       | 28                               | 164                         | 77                                | 251                                 | 23                                      |
| Không xác định     | 556                                            | 0,03%                                          | 165                                   | 45                           | 134                       | 29                               | 54                          | 62                                | 56                                  | 11                                      |

## Tôn giáo
- Theo điều tra nhân khẩu 1897.[12]

| Tôn giáo                     | Số lượng  | Tỷ lệ (%) | Nam giới  | Nữ giới   | Trong các thành phố | Ngoài các thành phố |
| ---------------------------- | --------- | --------- | --------- | --------- | ------------------- | ------------------- |
| Chính thống giáo Đông phương | 1.903.264 | 90,05%    | 982.616   | 920.648   | 167.263             | 1.736.001           |
| Do Thái giáo                 | 101.088   | 4,78%     | 51.679    | 49.409    | 64.024              | 37.064              |
| Giáo gội Luther              | 39.530    | 1,87%     | 19.972    | 19.558    | 2.085               | 37.445              |
| Công giáo La Mã              | 32.154    | 1,52%     | 17.658    | 14.496    | 5.388               | 26.766              |
| Mennonite                    | 23.922    | 1,13%     | 12.132    | 11.790    | 208                 | 23.714              |
| Cựu tín đồ                   | 9.393     | 0,44%     | 4.699     | 4.694     | 421                 | 8.972               |
| Hồi giáo                     | 2.090     | 0.10%     | 1.700     | 390       | 1.039               | 1.051               |
| Baptist                      | 1.150     | 0,05%     | 606       | 544       | 5                   | 1,145               |
| Armenia-Gruzia               | 448       | 0,02%     | 301       | 147       | 225                 | 223                 |
| Karaite                      | 359       | 0,02%     | 178       | 181       | 302                 | 57                  |
| Cơ Đốc cải cách              | 157       | 0,01%     | 95        | 62        | 15                  | 142                 |
| Anh giáo                     | 46        | 0,00%     | 26        | 20        | 16                  | 30                  |
| Khác                         | 73        | 0,00%     | 53        | 20        | 14                  | 43                  |
| Tổng                         | 2.113.674 | 100%      | 1.091.715 | 1.021.959 | 241.005             | 1.872.669           |

## Thống đốc
Toàn quyền
- 1823–1844 Mikhail Vorontsov

Thống đốc
- 1802–1803 Sergei Bekleshov
- 1803–1809 Pyotr Berg
- 1809–1817 Kirill Gladkiy
- 1817–1820 Ivan Kalageorgiy
- 1820–1823 Viktor Shemiot
- 1823–1824 Trofim Tsalaban
- 1824–1828 Alexei Svyechin
- 1828–1831 Dmitriy Zakhorzhevskiy
- 1831–1832 Otto Frank
- 1832–1836 Nikanor Longinov
- 1836–1837 Dmitriy Safonov (phó thống đốc)

## Chủ tịch tỉnh
Revkom
- 26 tháng 10 năm 1917 – ? Emmanuil Kviring
- tháng 11 năm 1919 – 1920 Sergei Minin

Ispolkom
- tháng 2 năm 1919 – 1920 Vasiliy Averin
- 1920 – 1921 Ivan Klymenko
- 1921 Stepan Vlasenko
- ? – 1923 Yakov Kuznetsov
- 1923 – 1924 Samokhvalov
- tháng 2 năm 1925 – tháng 8 năm 1925 Ivan Gavrilov

## Chekist
Cheka
- 1919 Vasyl Valiavko (chuyển sang cheka Volyn Cheka)
- 1919–1920 Aleksandr Alpov (chuyển sang cheka Mykolaiv)

Bộ phận Gub của GPU
- 24 tháng 5 năm 1922 – 16 tháng 2 năm 1923 Izrail Leplevskiy (chuyển sang cheka Podolia)
- 1923 P. Onishchenko
- 1 tháng 9 năm 1924 – 1 tháng 9 năm 1925 Semen Dukelsky